# Verkhni Txiamakhi
Verkhni Txiamakhi (en rus: Верхний Чиамахи) és un poble de la república del Daguestan, a Rússia. Segons el cens del 2010 tenia 78 habitants.